# Guilherme Schimidt
Guilherme Schimidt (* 6. November 2000 in Brasília) ist ein brasilianischer Judoka. 2023 war er Sieger bei den Panamerikanischen Spielen.

## Sportliche Karriere
Guilherme Schimidt kämpft seit 2017 im Halbmittelgewicht, der Gewichtsklasse bis 81 Kilogramm. 2019 wurde er Zweiter der U21-Panamerikameisterschaften und Dritter der Juniorenweltmeisterschaften.
Im April 2021 siegte Schimidt bei den Panamerikameisterschaften. Im April 2022 gewann er beim Grand-Slam-Turnier in Antalya mit einem Finalsieg über den Türken Vedat Albayrak. 14 Tage später verteidigte er seinen Titel bei den Panamerika-Ozeanien-Meisterschaften. Im Juli gewann er den Grand Slam in Budapest. Im September 2023 unterlag Schimidt im Finale der Panamerika-Ozeanien-Meisterschaften in Calgary dem Kanadier Francois Gauthier-Drapeau. Sechs Wochen später bei den Panamerikanischen Spielen in Santiago siegte Schimidt im Finale gegen den Chilenen Jorge Pérez. Im April 2024 gewann Schimidt bei den Panamerikameisterschaften. Vier Wochen später schied Schimidt bei den Weltmeisterschaften in Abu Dhabi wie in den Vorjahren im Achtelfinale aus. Bei den Olympischen Spielen 2024 in Paris unterlag Schimidt im Achtelfinale dem Italiener Antonio Esposito.